# Agostino Mathis
Agostino Mathis (Torino, 29 gennaio 1940 – Roma, 6 gennaio 2023) è stato un diplomatico e funzionario italiano.

## Biografia
Si laureò in giurisprudenza il 26 novembre 1962 all’Università di Torino e in scienze politiche il 1º aprile 1965. Entrò in Carriera diplomatica in seguito ad esame di concorso il 1º settembre 1964. Venne destinato alla Direzione Generale del Personale dal 28 novembre 1964. Divenne addetto di legazione, il 1º settembre 1965, Terzo segretario di legazione, il 3 novembre 1966, Primo vice console a New York, il 15 settembre 1967, Secondo segretario di legazione il 21 dicembre 1967 e Primo segretario di legazione il 30 dicembre 1969. 
Nel luglio 1970 fu destinato alla Rappresentanza permanente d'Italia presso l'O.N.U. in New York. Dal luglio 1972 fu Primo segretario all'Ambasciata d'Italia a Pechino. Fu promosso Consigliere di legazione a partire dal, 1º maggio 1974. Dall'ottobre 1974 fu Consigliere commerciale a Tokyo. 
Tornò al Ministero nell'aprile 1977. Tra il 1977 ed il 1978 seguì un corso di superiore informazione professionale presso l’Istituto diplomatico "Mario Toscano". fu promosso Consigliere di ambasciata il 1º luglio 1979.
Nel gennaio 1980 venne destinato a Sydney come Console Generale. Dal marzo 1983 fu Primo consigliere commerciale alla Rappresentanza permanente d'Italia presso le Organizzazioni Internazionali in Ginevra. 
Di nuovo al Ministero nel gennaio 1986, venne promosso Inviato straordinario e Ministro plenipotenziario di 2ª classe il 21 novembre 1986. Prestò servizio alla Direzione generale per la cooperazione allo sviluppo.
Fu nominato Ambasciatore d'Italia in Bulgaria il 12 febbraio 1990 e vi rimase fino al 1994.
Nel giugno 1994 fu inviato come Ambasciatore d'Italia a Tripoli. Fu promosso Inviato straordinario e Ministro plenipotenziario di 1ª classe il 2 maggio 1996.
È Direttore Generale del Personale e dell'Amministrazione dal 3 marzo 1997. Viene nominato Ambasciatore d'Italia ad Atene il 30 aprile 1999. 
Rientrò al Ministero nel maggio 2003 e nell'agosto 2003 fu nominato Ambasciatore d'Italia a Dakar, 6 agosto 2003; fu accreditato, con credenziali di Ambasciatore, anche a Nouakchott (Mauritania), a Banjul (Gambia), a Cidade de Praja (Capo Verde), a Bamako (Mali), a Conakry (Guinea) e a Bissau (Guinea Bissau)..
Cessò dal Servizio il 1 febbraio 2007.
Morì a Roma il 6 gennaio 2023.